# Chiesa di Santa Cesarea
La chiesa rupestre di Santa Cesarea si trova a Matera ed ha subito diverse trasformazioni dopo la sua profanazione.

## Descrizione
La Chiesa è situata nell'antico Sasso Barisiano (zona della murata); il vico è Santa Cesarea 11-12.
La cappella ipogea ora è un'abitazione con ingressi murati.